# Nicolas Tabary
Pour les articles homonymes, voir Tabary.
Ne doit pas être confondu avec Jean Tabary ou Jacques Tabary.
Nicolas Tabary, né le 22 juillet 1966 à Paris, est un graphiste, dessinateur humoristique, auteur de bande dessinée français. 

## Biographie
Fils de Jean Tabary, il apprend le dessin aux côtés de son père. 
Il commence en 1986 dans la création publicitaire et dans la communication; c'est 5 ans plus tard, en 1991, qu'il crée l'Atelier Graphique Nicolas Tabary, agence de design et de communication basé aujourd'hui à Rochefort.
Nicolas Tabary occupera divers postes au sein des Éditions Tabary : chargé de communication, responsable artistique, rédacteur en chef de Corinne et Jeannot magazine, graphiste, coloriste, etc. Il travaillera ainsi sur Iznogoud, Totoche, Grabadu et Gabaliouchtou ou Corinne et Jeannot. En 2005, à la mort de sa mère, il reprend la gérance de l'entreprise.
En 2008, il reprend Iznogoud et publie Les mille et une nuits du calife. Il s'agit du premier Iznogoud réalisé sans l'intervention d'un des créateurs originaux. Scénarisé par Stéphane Tabary et Muriel Tabary-Dumas, son frère et sa sœur, le livre est préfacé par Anne Goscinny. Jean Tabary meurt en août 2011, alors que Nicolas prépare l' album intitulé Iznogoud président. Cet album scénarisé par Nicolas Canteloup et Laurent Vassilian, est publié en 2012 par les éditions IMAV,.
Depuis 2015, Nicolas Tabary réalise chaque semaine un dessin de presse dans l’Hebdo de Charente-Maritime. En 2016, il dessine l’adaptation BD du roman philosophique d’Alexandre Jollien, Éloge de la faiblesse, avec son vieil ami Corbeyran, au scénario.
Un de ses oncles, Jacques Tabary, était également dessinateur de bande dessinée. Il a principalement officié dans Pif Gadget, comme assistant de son frère et membre du studio de l'éditeur. Un autre de ses oncles, Pierre Tabary (qui signait Peter Glay), était peintre et illustrateur, notamment pour le journal Pilote.

## Publications

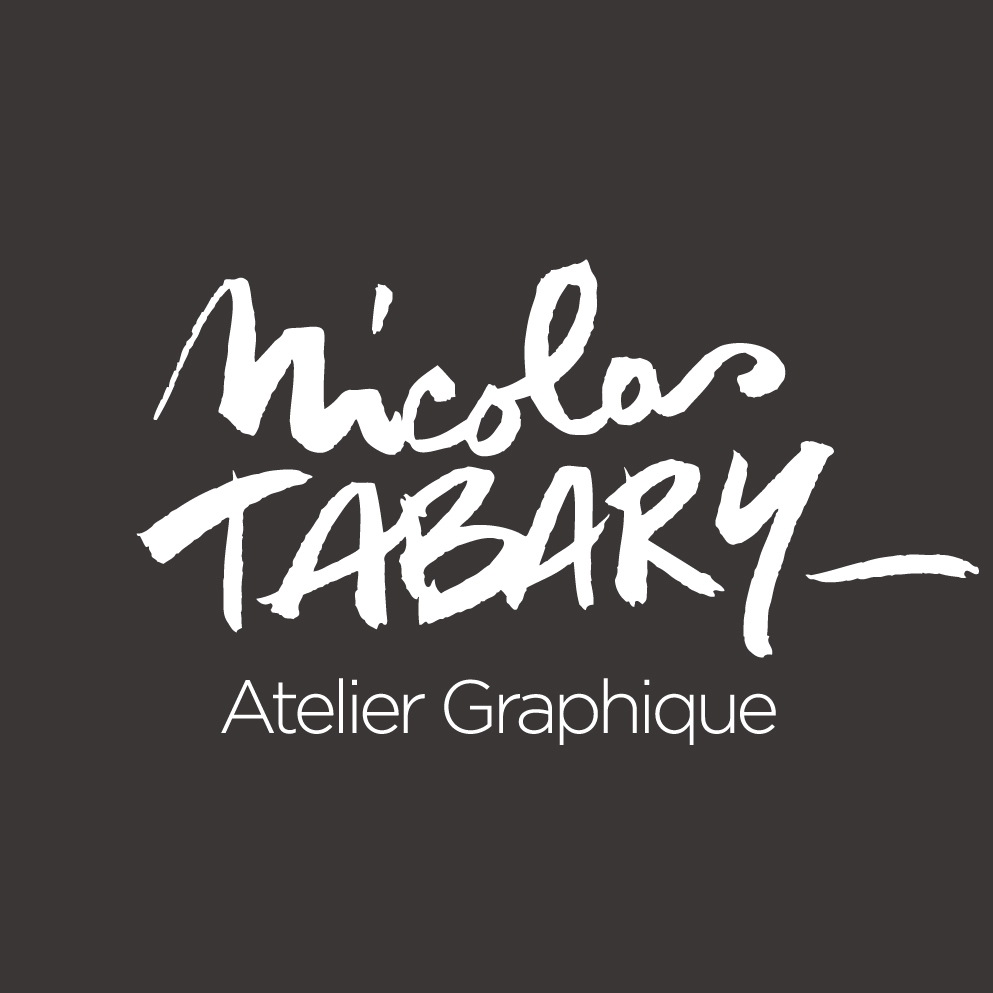
Logo de l'atelier Nicolas Tabary.

- Les Aventures d'Orick et de la Mouette trieuse - L'île aux trois couleurs, scénario de Muriel Tabary-Dumas et Nicolas Tabary, Cap L'Orient, 2003
- Tête de Com' - Le petit monde de Gigapôle, scénario de Jean-Pierre Cétou, JMD Conseil :

1. Tome 1, 2004
2. Tome 2, 2006

- Karo & Niko - Mystère sur le littoral, scénario de Frédéric Huet, Keolis, 2004
- Iznogoud tome 28 : Les Mille et une nuits du calife[3], scénario de Stéphane Tabary et Muriel Tabary-Dumas, couleurs du Studio Léonardo, Éditions Tabary, 2008
- Les nouvelles aventures d'Iznogoud, IMAV Éditions :

1. Iznogoud Président, tome 29[6],[7], scénario de Nicolas Canteloup et Laurent Vassilian, couleur : Vittorio Léonardo, encrage : Alain Sirvent, IMAV Editions, 2012
2. De père en fils[10],[11], scénario de Laurent Vassilian, 2015

• Éloge de la Faiblesse, Auteur Alexandre Jollien et scénario de Eric Corbeyran, Éditions Marabulles, 2016